# Бабуй
Мар Бабуй (Мар Бавой; сир. ܒܵܒܲܝ) — епископ Селевкии-Ктесифона, католикос-патриарх Церкви Востока с 457 года по 484 год.
Бабуй был приверженцем зороастризма, затем принял христианство. В середине V века рукоположен в епископа Селевкии-Ктесифона, фактически став главой Церкви Востока в державе Сасанидов. Вступил в открытый конфликт с епископом Нисибиса Бар Саумой. Православная энциклопедия называет Бабуя противником распространения несторианства в Церкви Востока. В 484 году на соборе, созванном Бар Саумой католикос Бабуй был низложен. Бабуй был заточён в тюрьму сасанидским шахом Перозом, в которой умер от истязаний в 484 году. Сохранился рассказ о мученической кончине Бабуя, изданный сирологом Полем Беджаном в «Актах сирийских мучеников» (лат. Acta Martyrum et Sanctorum) (AMS. Т. II. pp. 631—634). 

## Биография
Бабуй был приверженцем зороастризма, затем принял христианство. В середине V века был рукоположен в епископа Селевкии-Ктесифона, фактически став главой Церкви Востока в державе Сасанидов. Во время гонений на христиан при шахиншахе Перозе (457—484), Бабуй провёл в тюрьме 2 года (по другим данным 7 лет). В период предстоятельства Бабуя столица Сасанидского государства Селевкия-Ктесифон утратила свой статус духовного центра персидских христиан, который перешёл к Нисибису (север Месопотамии). 
В связи с византийско-персидским военно-политическим противостоянием Нисибис стал центром богословской школы, куда бежали приверженцы несторианства, изгнанные из Византии. Бар Саума, епископ Нисибиса оказывал им всяческую поддержку и стремился изолировать персидское христианство от Византии, что находило поддержку шаханшаха и сасанидских властей. В 484 году Бар Саума провёл собор в Бет-Лапате, который низложил католикоса Бабуя и отменил практику целибата для священников и епископов. Католикос Бабуй, воспитанный в духе христианского монашества считал брак несовместимым со служением епископа. Попытка провести альтернативный поместный собор не увенчалась успехом. Перед проведением собора Бабуй написал послание византийскому императору Зенону о бедственном положении христианства в Персидской империи. Послание было перехвачено и доставлено шаху Перозу, который расценил это письмо, как обращение за помощью к вражескому лидеру с целью сохранения «ромейской веры» в Персии. Бабуй был арестован и замучен в тюрьме в 484 году.

## Сочинения
Сохранилось послание аскетического характера, приписываемое католикосу Мар Бавою (хотя исследователи считают маловероятным его авторство), дошедшее через позднюю рукопись дохалкидонской традиции.